# جرد گراوز
جرد گراوز (انگلیسی: Jared Graves؛ زادهٔ ۱۶ دسامبر ۱۹۸۲) دوچرخه‌سوار اهل استرالیا است.
وی در مسابقات کشوری و بین‌المللی در مجموع برندهٔ ۱ مدال طلا، ۲ مدال نقره، ۱ مدال برنز شده‌است.